# Mémont
Mémont – miejscowość i gmina we Francji, w regionie Burgundia-Franche-Comté, w departamencie Doubs.
Według danych na rok 1990 gminę zamieszkiwały 24 osoby, a gęstość zaludnienia wynosiła 8 osób/km² (wśród 1786 gmin Franche-Comté Mémont plasuje się na 718. miejscu pod względem liczby ludności, natomiast pod względem powierzchni na miejscu 960.).